# Beatrice di Norimberga
Beatrice di Norimberga (Norimberga, 1362 – Perchtoldsdorf, 10 giugno 1414) era la figlia di Federico V di Norimberga e di Elisabetta di Meißen.

## Biografia
Il padre di Beatrice, Federico V, intratteneva con tutte le corti tedesche ottimi rapporti, ed aveva deciso di dare in spose le sue due figlie, Elisabetta e Beatrice, a due potenti tedeschi: Elisabetta, la minore, avrebbe sposato l'imperatore Robert, mentre Beatrice venne promessa fin da bambina al duca d'Austria Alberto III d'Asburgo, che era imparentato con Rodolfo I d'Asburgo, imperatore del Sacro Romano Impero.
Nel 1375 Beatrice venne impalmata a Vienna dal suo promesso sposo Alberto III, che era però molto più anziano di lei, e inoltre, come coppia ducale non ebbero molto successo Alberto e Beatrice, essendo l'uno affezionato alla sua prima moglie, Elisabetta di Boemia, morta giovane, mentre la duchessa era solo una ragazzina (all'epoca del matrimonio aveva tredici anni); mancando un erede al ducato, Beatrice ed Alberto furono praticamente costretti a congiungersi; infatti, dal loro matrimonio nacque un solo figlio:
- Alberto IV d'Asburgo (1377-1404), duca d'Austria.

Dopo aver adempiuto al suo dovere regale (dare un figlio allo stato), Beatrice si ritirò in convento, dove passò il resto dei suoi giorni.

## Ascendenza
|                           |                      |                                        | Genitori                             |  |  | Nonni |  |  | Bisnonni                  |  |  | Trisnonni                  |  |
|                           |                      |                                        |                                      |  |  |       |  |  | Federico IV di Norimberga |  |  | Federico III di Norimberga |  |
|                           |                      |                                        |                                      |  |  |       |  |  | Federico IV di Norimberga |  |  | Federico III di Norimberga |  |
|                           |                      | Elena di Sassonia                      |                                      |  |  |       |  |  | Federico IV di Norimberga |  |  |                            |  |
| Giovanni II di Norimberga |                      |                                        |                                      |  |  |       |  |  | Federico IV di Norimberga |  |  |                            |  |
|                           |                      | Margherita di Carinzia                 | Alberto di Gorizia                   |  |  |       |  |  |                           |  |  |                            |  |
|                           |                      | Margherita di Carinzia                 | Alberto di Gorizia                   |  |  |       |  |  |                           |  |  |                            |  |
|                           |                      | Margherita di Carinzia                 | Agnese di Hohenberg                  |  |  |       |  |  |                           |  |  |                            |  |
| Federico V di Norimberga  |                      | Margherita di Carinzia                 |                                      |  |  |       |  |  |                           |  |  |                            |  |
|                           |                      | Bertoldo VII di Henneberg-Schleusingen | Bertoldo V di Henneberg-Schleusingen |  |  |       |  |  |                           |  |  |                            |  |
|                           |                      | Bertoldo VII di Henneberg-Schleusingen | Bertoldo V di Henneberg-Schleusingen |  |  |       |  |  |                           |  |  |                            |  |
|                           |                      | Bertoldo VII di Henneberg-Schleusingen | Sofia di Schwarzburg                 |  |  |       |  |  |                           |  |  |                            |  |
| Elisabetta di Henneberg   |                      | Bertoldo VII di Henneberg-Schleusingen |                                      |  |  |       |  |  |                           |  |  |                            |  |
|                           |                      | Adelaide d'Assia                       | Enrico I d'Assia                     |  |  |       |  |  |                           |  |  |                            |  |
|                           |                      | Adelaide d'Assia                       | Enrico I d'Assia                     |  |  |       |  |  |                           |  |  |                            |  |
|                           |                      | Adelaide d'Assia                       | Adelaide di Brunswick-Lüneburg       |  |  |       |  |  |                           |  |  |                            |  |
| Beatrice di Norimberga    |                      | Adelaide d'Assia                       |                                      |  |  |       |  |  |                           |  |  |                            |  |
|                           | Federico I di Meißen | Alberto II di Meißen                   |                                      |  |  |       |  |  |                           |  |  |                            |  |
|                           | Federico I di Meißen | Alberto II di Meißen                   |                                      |  |  |       |  |  |                           |  |  |                            |  |
|                           | Federico I di Meißen | Margherita di Sicilia                  |                                      |  |  |       |  |  |                           |  |  |                            |  |
| Federico II di Meißen     | Federico I di Meißen |                                        |                                      |  |  |       |  |  |                           |  |  |                            |  |
|                           |                      | Elisabetta di Lobdeburg                | Otto IV di Lobdeburg-Arnshaugk       |  |  |       |  |  |                           |  |  |                            |  |
|                           |                      | Elisabetta di Lobdeburg                | Otto IV di Lobdeburg-Arnshaugk       |  |  |       |  |  |                           |  |  |                            |  |
|                           |                      | Elisabetta di Lobdeburg                | Elisabetta di Orlamünde              |  |  |       |  |  |                           |  |  |                            |  |
| Elisabetta di Meißen      |                      | Elisabetta di Lobdeburg                |                                      |  |  |       |  |  |                           |  |  |                            |  |
|                           |                      | Ludovic IV del S.R.I.                  | Ludovico II del Palatinato           |  |  |       |  |  |                           |  |  |                            |  |
|                           |                      | Ludovic IV del S.R.I.                  | Ludovico II del Palatinato           |  |  |       |  |  |                           |  |  |                            |  |
|                           |                      | Ludovic IV del S.R.I.                  | Matilde d'Asburgo                    |  |  |       |  |  |                           |  |  |                            |  |
| Matilde di Baviera        |                      | Ludovic IV del S.R.I.                  |                                      |  |  |       |  |  |                           |  |  |                            |  |
|                           |                      | Beatrice di Slesia-Glogau              | Bolko I di Schweidnitz               |  |  |       |  |  |                           |  |  |                            |  |
|                           |                      | Beatrice di Slesia-Glogau              | Bolko I di Schweidnitz               |  |  |       |  |  |                           |  |  |                            |  |
|                           |                      | Beatrice di Slesia-Glogau              | Beatrice del Brandeburgo             |  |  |       |  |  |                           |  |  |                            |  |
|                           |                      | Beatrice di Slesia-Glogau              |                                      |  |  |       |  |  |                           |  |  |                            |  |